# Poljčane
Poljčane là một khu tự quản (tiếng Slovenia: občine, số ít – občina) trong vùng Podravska của Slovenia. Poljčane có diện tích 37.5 km2, dân số là theo điều tra ngày 31 tháng 3 năm 2002 là 4372 người. Thủ phủ khu tự quản Poljčane đóng tại Poljcane.